# DM i squash
DM i squash siden 1978 hvor de første mesterskaber blev afgjort.

## Herresingle
2019	Kristian Frost	Odense SMK
2018	Kristian Frost	SPORT92
2017	Kristian Frost	SPORT92
2016	Kristian Frost	Birkerød
2015	Kristian Frost	Birkerød
2014	Kristian Frost	Birkerød
2013	Morten W. Sørensen	Birkerød
2012	Kristian Frost	Birkerød
2011	Kristian Frost	Odense Squash Club
2010	Kristian Frost	Odense Squash Club
2009	Rasmus M. Nielsen	Odense Squash Club
2008	Morten W. Sørensen	Herlev/Hjorten
2007	Morten W. Sørensen	Herlev/Hjorten
2006	Mads Korsbjerg	Odense Squash Club
2005	Mikkel Korsbjerg	Odense Squash Club
2004	Mikkel Korsbjerg	Odense Squash Club
2003	Mads Korsbjerg	Herlev/Hjorten
2002	Mikkel Korsbjerg	Odense Squash Club
2001	Mikkel Korsbjerg	Odense Squash Club
2000	Morten W. Sørensen	Herler/Hjorten
1999	Kasper Bodenhoff	Hørning SMK
1998	Carsten Vinther	Odense Squash Club
1997	Carsten Vinter	Odense Squash Club
1996	Carsten Vinter	Odense Squash Club
1995	Tim Hoelgaard	Herlev Sqush
1994	Tim Hoelgaard	Herlev Sqush
1993	Tim Hoelgaard	Herlev
1992	Arthur Jacobsen	Odense Squash Club
1991	Tim Hoelgaard	Herlev
1990	Arthur Jacobsen	
1989	Arthur Jacobsen	
1988	Arthur Jacobsen	
1987	Arthur Jacobsen	
1986	Arthur Jacobsen	
1985	Arthur Jacobsen	
1984	Arthur Jacobsen	
1983	Dan Christensen
1982	Arthur Jacobsen	
1981	Arthur Jacobsen	
1980	Arthur Jacobsen	
1979	Arthur Jacobsen	
1978	Peter Gerlow

## Damesingle
2019	Line U. Hansen	Odense SMK
2018	Sally Skaarenborg	Skovbakken
2017	Line U. Hansen	Birkerød
2016	Line U. Hansen	Birkerød
2015	Line U. Hansen	Birkerød
2014	Line U. Hansen	Birkerød
2013	Line U. Hansen	Birkerød
2012	Line U. Hansen	Odense SC
2011	Line U. Hansen	Odense SC
2010	Line U. Hansen	Odense SC
2009	Line U. Hansen	Odense SC
2008	Line U. Hansen	Odense SC
2007	Line U. Hansen	Odense SC
2006	Line U. Hansen	Odense SC
2005	Ellen Hamborg Petersen	Odense SC
2004	Ellen Hamborg Petersen	Odense SC
2003	Ellen Hamborg Petersen	Odense SC
2002	Ellen Hamborg-Pedersen	Odense SMK
2001	Ellen Hamborg-Pedersen	Københavns SK
2000	Ellen Hamborg-Pedersen	Odense SMK
1999	Ellen Hamborg-Pedersen	Odense SMK
1998	Ellen Hamborg-Pedersen	Odense SMK
1997	Julie Dorn-Jensen	Farum
1996	Julie Dorn-Jensen	Farum
1995	Ellen Hamborg	Sønderborg Squash
1994	Ellen Hamborg	Sønderborg Squash
1993	Helle Vestergaard	Hørning
1992	Elsebeth Jensen	KSK
1991	Katie Leabourn	Hørning
1990	Elsebeth Jensen	København SK
1989	Elsebeth Jensen	København SK
1988	Elsebeth Jensen	København SK
1987	Elsebeth Jensen	København SK
1986	Helle Dinesen	Herlev/Hjorten
1985	Helle Dinesen	Herlev/Hjorten
1984	Helle Dinesen	Herlev/Hjorten
1983	Helle Dinesen	Herlev/Hjorten
1982	Ikke afholdt	
1981	Camilla Thomsen
1980	Anne Marie Østby
1979	Lene Troelsen
1978	Merethe Olsen

## Herredouble
2019	Magnus Laursen og Emil Jeppesen	Skovbakken
2014	Michael Frilund og Mikkel Pedersen	Birkerød
2013	Tobias Pørtner og Sebastian Korsgaard	Skovbakken
2012	Thomas Pilak og Rasmus R. Petersen	Herlev/Hjorten
2009	Kim Poulsen og Rasmus M. Nielsen	Odense SC
2008	Caspar Grauballe og Kristian Frost	Herlev / Kolding
2006	Jonas Knigge Laursen / Morten W. Sørensen	Herlev/Hjorten
2005	Jan Laursen og Simon Ploug	Hørning og Åbyhøj
2004	Mads Korsbjerg og Morten W. Sørensen
2003	Jan Laursen og Simon Ploug	Hørning og Åbyhøj
2002	Michael Hansen og Morten W. Sørensen	Farum og Herlev/Hjorten
2001	Mikkel Kragholm og Danny Knudsen	Herlev/Hjorten
2000	Mads Korsbjerg og Michael Hansen	Egå
1999	Mads Korsbjerg/ Michael Hansen	Egå
1998	Mikkel Korsbjerg og Danny Knudsen	Silkeborg
1997	Michael Hansen og Mads Korsbjerg	Egå
1996	Hans Bisgaard/ Dan I. Christensen	København SK
1995	Finn Mäkäleinen og Dan I. Christensen	København SK
1994	Finn Mäkäleinen og Dan I. Christensen	København SK
1993	Tim Hoelgaard og Peter Juel	Herlev Squash
1992	Tim Hoelgaard og Peter Juel	Herlev
1991	Tim Hoelgaard og Peter Juel	Herlev

## Damedouble
2019	Sarah Lauridsen og Mathilde Lauridsen	Thy Squash
2013	Trine Engelund og Mathilde Lauridsen	Sport92 og Thy Squash
2012	Sally Skaarenborg og Stephanie Riding	Kolding
2009	Sissel Trap og Stephanie Riding	Herlev og Sønderborg
2008	Ditte Nielsen og Marie Louise Feddern	Åbyhøj
2006	Ditte Nielsen og Marie Louise Feddern Krag	Åbyhøj
2005	Ditte Nielsen og Marie Louise Feddern Krag	Åbyhøj
2004	Ditte Nielsen og Marie Louise Feddern Krag	Åbyhøj
2003	Ditte Nielsen og Marie Louise Feddern Krag	Åbyhøj
2002	Marie-Louise Feddern Krag og Ditte Nielsen	Åbyhøj
2001	Line Hansen og Mette Jørgensen	Odense SC
2000	Katie Leabourn og Marie-Louise Feddern	Åbyhøj
1999	Katie Leabourn og Ditte Nielsen	Åbyhøj
1998	Katie Leabourn og Ditte Nielsen	Åbyhøj
1997	Kristina Bonke og Maria Bonke	Amager
1996	Tina Christiani og Tina Christensen	København SK
1995	Julie Dorn-Jensen og Birgitte Jensen	Farum og Silkeborg Squash
1994	Julie Dorn-Jensen og Birgitte Jensen	Hørning Squash
1993	Katie Leabourn og Helle Vestergaard	Hørning
1992	Katie Leabourn og Helle Vestergaard	Hørning
1991	Helle Vestergaard og Katie Leabourn	Hørning

## Mixdouble
2019	Michael Frilund og Caroline Christensen	Birkerød
2013	Emil Gross Jeppesen og Mathilde Lauridsen	Skovbakken og Thy Squash
2012	Sissel Trap og Morten W. Sørensen	Herlev/Hjorten
2009	Sissel Trap og Morten Sørensen	Herlev/Hjorten
2008	Ditte Nielsen og Jan Laursen	Åbyhøj
2006	Cecilie Mayer / Thomas Young	Københavns SK
2005	Ditte Nielsen/ Jan Laursen	Åbyhøj
2004	Marie-Louise Feddern/ Simon Ploug	Åbyhøj
2003	Ditte Nielsen/ Jan Laursen	Åbyhøj
2002	Thomas Young/ Kristina Bonke	Farum og Københavns SK
2001	Mette Jørgensen og Anders Yeo	Odense SC
2000	Line Hansen og Morten W. Sørensen	Odense SC og Herlev
1999	Line Hansen og Morten W. Sørensen	Odense SC og Herlev
1998	Katie Leabourn og Ole Hermansen	Åbyhøj
1997	Kristina Bonke og Dan Christensen	Amager
1996	Tina Christiani og Hans Bisgaard	København SK
1995	Julie Dorn-Jensen og Hans Bisgaard	Farum og København SK
1994	Kristina Bonke og Hans Bisgaard	København SK
1993	Katie Leabourn og Peter Juel	Hørning og Herlev
1992	Elsebeth Jensen og Tim Hoelgaard	København SK og Herlev
1991	Elsebeth Jensen og Tim Hoelgaard	København SK og Herlev

## Hold
Fra 2011 og fremefter er danmarksturneringen afviklet i henholdsvis herre- og damerækker. Indtil da var der tale om blandede hold.

### Herre
2019	Birkerød 
2018	Birkerød 
2017	Birkerød 
2016	Birkerød 
2015	Birkerød 
2014	Birkerød 
2013	Birkerød 
2012	Odense Squash Club
2011	Birkerød

### Damer
2019    Birkerød
2018	Thy
2017	Kolding 
2016	Kolding 
2015	Birkerød 
2014	Birkerød 
2013	Birkerød 
2012	Odense Squash Club
2011	Københavns SK 

### Mix
2010	Odense Squash Club	
2009	Odense Squash Club	
2008	Odense Squash Club	
2007	Københavns SK	
2006	Herlev/Hjorten	
2005	Herlev/Hjorten	
2004	Københavns SK	
2003	Odense Squash Club	
2002	Odense SMK	
2001	Odense Squash Club	
2000	Odense Squash Club	
1999	Hørning Squash og Motions Klub	
1998	Odense Squash Club	
1997	Herlev Squash Klub	
1996	Odense Squash Club	
1995	Odense Squash Club	
1994	Odense Squash Club	
1993	Odense Squash Club	
1992	Herlev Squash klub	
1991	Odense Squash Club